# الاتحاد النسائي المصري

شعار الاتحاد

الاتحاد النسائي المصري أو اتحاد نساء مصر أو الاتحاد النوعي لنساء مصرهو منظمة غير ربحية وغير حكومية تهدف في المقام الأول إلى الدفاع عن حقوق المرأة المصرية والعربية في كل مكان من خلال تقوية وتصعيد دور المراة ومشاركتها في المجتمع بشكل ديمقراطي.
تعمل الجمعيات النسائية كالنقابات على رفع الوعي المجتمعي بأهمية الذي تقوم به المرأة في بناء الديمقراطية والتأثير على السياسات وذلك لتحقيق المساواة بين الجنسين.
يهدف الاتحاد بشكل أساسي إلى تأكيد مشاركة المرأة المصرية في بناء الديمقراطية من خلال خلق الوعي بين قطاعات كبيرة بالمجتمع مما يسهم في تشجيع المسئولين لتحسين وضع المرأة وتزويدها بما يساعدها على المشاركة الجديه في المجتمع المصري.

## هدف إنشاء الاتحاد
اتحاد نساء مصر هو اتحاد نوعي تم انشاؤه بعد استنكار الجمعيات النسوية المصرية للوضع الحالى للمرأة في مصر خاصه بعد ثورة 25 يناير التي ظن الكثيرون انها ستكون انفراجة في المشاركة النسائية بشتي مناحي الحياة. إلا أن ما حدث كان العكس تمام حيث تم تهميش واستبعاد المراة مثلما حدث بالبرلمان وما قبله من استبعاد العامل النسائي في لجنه وضع الدستور، هذا بالإضافة للمطالبات بالغاء المجلس القومي للمراة والغاء قانون الخلع، لذلك ومن هذا المنطلق تم تكوين تحالف للجمعيات النسائية ضم حوالى 20 جمعية، وقد نظمت هذه الجمعيات الأهلية مؤتمرا كبيرا في يونيه 2011 حضره حوالي 3000 شخص يمثلون المجتمع المدني. ناقش المؤتمر ميثاقا يحدد دور المرأة في المرحلة المقبلة ويحدد مطالبها لكي تؤدى هذا الدور. وخرج المؤتمر بعدة توصيات كان على رأسها إنشاء اتحاد نسائي مصري يعبر عن رأي المرأة المصرية بكل أطيافها في الأمور العامة وفي أمور المرأة وقضاياها بشكل خاص. تحقيقًا لهذه التوصيات قامت مجموعة من الهيئات الأهلية بعقد عدة اجتماعات.واستطعن تسجيل وإشهار اتحاد عام لنساء مصر سمي بـ «اتحاد نساء مصر».